# Ceraeochrysa elegans
Ceraeochrysa elegans är en insektsart som beskrevs av Penny 1998. Ceraeochrysa elegans ingår i släktet Ceraeochrysa och familjen guldögonsländor. Inga underarter finns listade i Catalogue of Life.